# Péninsule Antarctique
Pour les articles homonymes, voir Antarctique (homonymie).
La péninsule Antarctique est la région la plus au nord du continent Antarctique et, quasiment, la seule partie s'étendant au nord du cercle polaire.

## Géographie
La péninsule Antarctique se situe dans l'hémisphère occidental, plus ou moins dans la continuité de l'Amérique du Sud. Elle s'étend depuis une ligne reliant le cap Adams et un point situé au sud des îles Eklund au sud, jusqu'à la pointe de Prime Head (en) (63° 13' S) au nord.
La péninsule est divisée en 2 « terres » limitées par la ligne reliant le cap Jeremy au cap Agassiz : la terre de Palmer, partie la plus proche du corps du continent et la terre de Graham.
La péninsule est très montagneuse avec les Antarctandes, une chaîne centrale. Les plus hauts sommets sont le mont Hope, 3 239 mètres d'altitude, point culminant de la chaîne, et le mont Jackson (3 184 mètres). Ces montagnes sont considérées comme la continuité des Andes de l'Amérique du Sud, une dorsale sous-marine, l'arc des Antilles australes, reliant les deux. La péninsule est très escarpée et ses glaciers se déversent dans la plateforme de glace de Larsen, qui se rompit de manière significative en 2002.
Le climat de la péninsule étant le plus doux du continent (0 à 5 °C en été, −20 à −10 °C en hiver), la plupart des stations de recherches y sont construites ou sur les îles avoisinantes.
La péninsule antarctique verdit considérablement sous l’effet du changement climatique : l'infime fraction occupée par des plantes, principalement des mousses, a été multipliée par presque 14 entre 1986 et 2021, avec une accélération récente, passant de 0,9 km2 à près de 12 km2.

## Politique
La péninsule Antarctique est revendiquée comme parties des secteurs argentins, britanniques et chiliens. Comme le reste du continent cependant, elle est soumise au régime du traité sur l'Antarctique et aucune des revendications n'est actuellement reconnue.

## Histoire
La découverte de la péninsule Antarctique n'est pas connue mais semble avoir eu lieu dans les années 1820.
Le premier hivernage antarctique a eu lieu le long de sa côte ouest par plus de 71° de latitude sud par l'expédition antarctique belge de 1897-1899, à bord du trois-mâts Belgica commandé par Adrien de Gerlache de Gomery.
Jusqu'en 1964, elle fut appelée « terre de Palmer » aux États-Unis et « terre de Graham » au Royaume-Uni, date à laquelle un accord fut trouvé entre les deux pays : la terre de Graham désigne désormais la partie de la péninsule au nord d'une ligne reliant le Cape Jeremy (en) et le cap Agassiz (en), la terre de Palmer désignant la partie au sud.
Au Chili, elle est officiellement baptisée « terre d'O'Higgins », du nom de l'homme politique chilien. Les autres pays hispanophones l’appellent « Península Antártica », y compris l'Argentine (qui la désigne parfois par « Tierra de San Martín »), qui y possède plus de stations de recherche et plus de ressortissants que n'importe quel autre pays.

## Anecdote
- Emilio Marcos Palma est la première personne connue à avoir vu le jour sur le continent (le 7 janvier 1978).